# Гоглов, Александр Фёдорович
Гоглов Александр Фёдорович (1899—1974) — участник Великой Отечественной войны, полный кавалер ордена Славы.

## Биография
Родился 19.8.1899 в с. Юрьево (ныне — Сухиничского района Калужской области) в семье рабочего. Русский. Член КПСС с 1926. Окончил 7 классов. В 1912—14 был учеником на кирпичном заводе в Москве, в 1914—17 работал на стройках Донбасса (Украина). Участник Гражданской войны 1918—20. В 1923—24 работал на строительстве ж.д. В 1925—32 — на силикатном заводе в г. Мытищи Московской области. В 1932 избран членом ЦК профсоюза цементно-керамической промышленности. В Красной Армии в 1918—22 и с августа 1941.
На фронте в Великую Отечественную войну с сентября 1941. Имел четыре ранения. 5.10.44 пом. командира взвода автоматчиков 91-го гвардейской стрелкового полка (33-я гвардейская стрелковая дивизия, 2-я гвардейская армия, 1-й Прибалтийский фронт) гв. сержант Гоглов А. Ф. при прорыве обороны противника в районе населённого пункта Шадвидзе на р. Дубиса (Кельмеский район, Литва) поднял бойцов в атаку и первым ворвался во вражескую траншею, истребил свыше 10 солдат, захватил 2 пулемёта. Преследуя противника, Гоглов А. Ф. сразил из автомата несколько вражеских солдат, захватил рацию. 2.11.44 награждён орденом Славы 3 ст.
23.11.44 во главе отделения автоматчиков гв. старший сержант Гоглов А. Ф. у населённого пункта Калей (Кулдигский район, Латвия) решительным броском захватил вражескую траншею, при этом уничтожил до 10 гитлеровцев. 18.01.45 награждён орденом Славы 2 ст.
В бою за нас. пункт Гросс-Блюменау (пос. Кремнево Зеленоградского района Калининградской области) командир отделения того же полка (39-я гвардейская армия, 3-й Белорусский фронт) Гоглов А. Ф. в наступлении лично истребил 7 и пленил 3 солдат. Будучи раненным, продолжал сражаться до освобождения населённого пункта. 19.4.45 награждён орденом Славы 1 ст.
В 1945 старшина Гоглов А. Ф. демобилизован. Жил в Москве. Работал сборщиком производственного объединения «Мосэлектроприбор». Награждён медалями, в том числе «За отвагу» и «За боевые заслуги». Умер 13.9.1974. Похоронен на Долгопрудненском кладбище.

## Награды

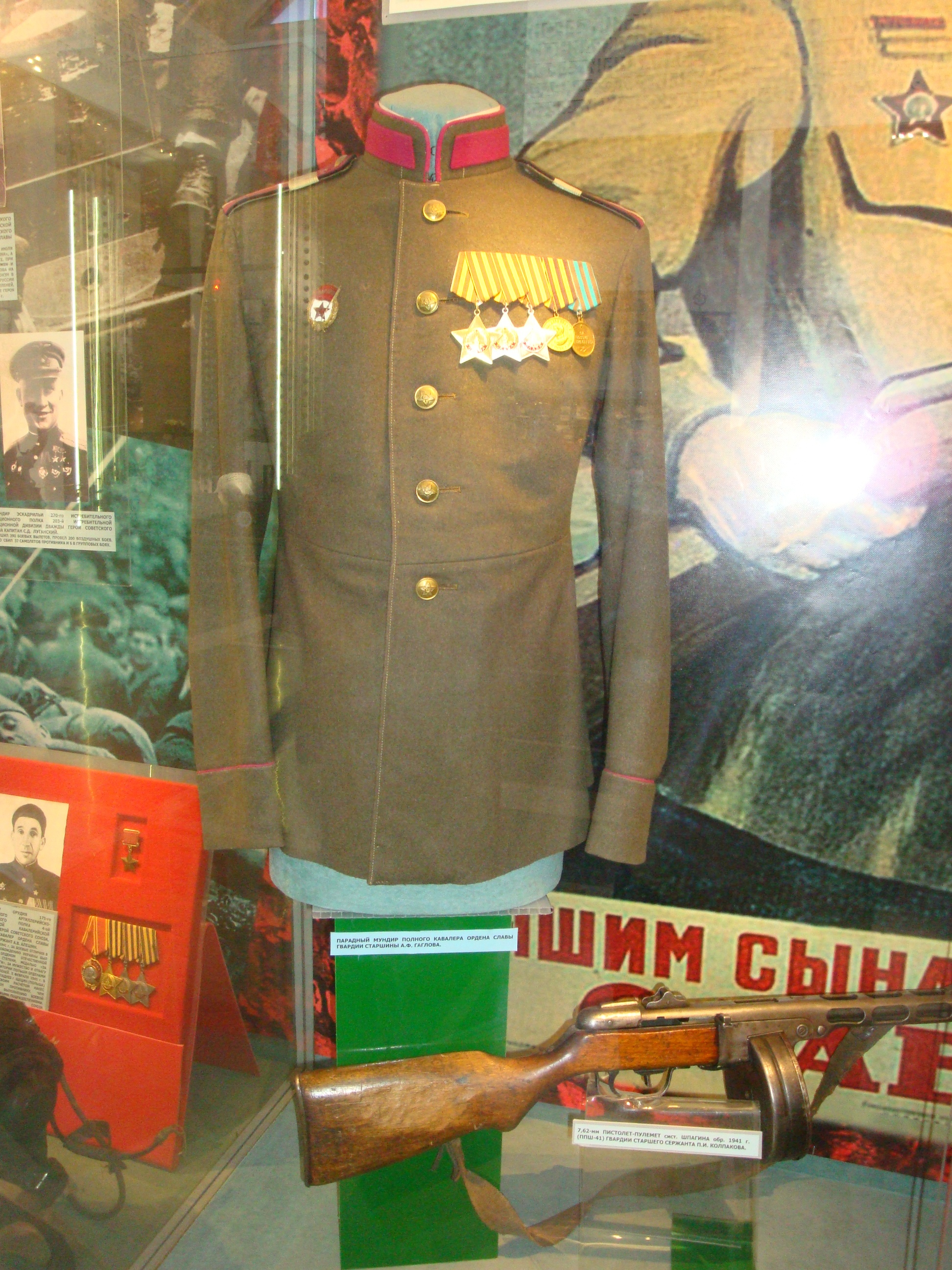
Китель Гоглова с наградами в Центральном музее Вооружённых Сил в Москве

- Полный кавалер ордена Славы

Орден Славы I степени № 1419 (19.04.1945)
Орден Славы II степени № 17191 (18.01.1945)
Орден Славы III степени № 189570 (02.11.1944)
- медаль «За отвагу»
- Медаль «За боевые заслуги»
- Медаль «За победу над Германией в Великой Отечественной войне 1941-1945 гг.»